# Грибаново (усадьба)
Грибаново ― утраченная усадьба в деревне Грибаново, Московская область. На территории усадьбы сохранились служебное здание, церковь Иоанна Предтечи и остатки парка. Усадьба была основана в XVIII веке Евграфом Татищевым и в дальнейшем принадлежала роду Татищевых, пока не перешла во владение ведомства Государственных имуществ. Главный дом усадьбы был утрачен в 1980-х годах.

## Описание
Усадьба Грибаново расположена в деревне Грибаново, Московская область, в 25 километрах от посёлка Лотошино. На территории усадьбы сохранились служебное здание начала XIX века с пристройками, руинированная приходская церковь Иоанна Предтечи и остатки пейзажного парка. Рядом с церковью находится современный дом причта.

## История
Усадьба была основана во второй половине XVIII века статским советником Евграфом Татищевым. В 1769 году в усадьбе была возведена деревянная церковь Иоанна Предтечи. До 1832 года имение принадлежало генералу Алексею Евграфовичу Татищеву. В 1832―1851 годах Грибановым владел его сын подполковник Никита Алексеевич Татищев, после него ― ведомство Государственных имуществ, организовавшее на территории имения лесничество. В 1864―1880-х годах церковь Иоанна Предтечи была перестроена. Главный дом усадьбы, построенный в начале XIX века, был утрачен в 1980-х годах. В 2002 году усадьба была признана объектом культурного наследия России регионального значения.